# Ernest Roberts
Ernest Roberts (ur. 21 lutego 1868 w Londynie, zm. 2 grudnia 1913 w Melbourne) – australijski polityk angielskiego pochodzenia, działacz Australijskiej Partii Pracy (ALP). Członek Izby Reprezentantów w latach 1908-1913, minister bez teki w drugim gabinecie Andrew Fishera.

## Życiorys
Wychowywał się na wyspie Guernsey. Jego ojciec był oficerem floty handlowej i młody Ernest początkowo poszedł w jego ślady. Jako 18-latek dotarł do Australii, gdzie postanowił osiąść. Przez pierwsze dwa lata mieszkał w kolonii Queensland, potem zaś przeniósł się do Australii Południowej. Pracował tam jako robotnik portowy. Szybko zaangażował się w działalność związkową.
Karierę polityczną zaczął na początku lat 90. XIX wieku, kiedy to został wybrany do samorządu miasta Port Pirie. W 1893 kandydował bez powodzenia w barwach lewicy do Izby Zgromadzenia Australii Południowej. W 1896 wystartował ponownie i uzyskał mandat. W wieku 27 lat był najmłodszym członkiem Izby, co nie przeszkodziło mu aktywnie brać udział w debatach parlamentarnych, zwłaszcza tych dotyczących prawa pracy. Pomimo początkowego sprzeciwu wobec udziału jednostek z Australii Południowej w II wojnie burskiej, w 1900 na ochotnika wyjechał na front tego konfliktu, gdzie służył w stopniu porucznika. W 1901 powrócił do Australii, zrzekł się mandatu poselskiego i już jako kapitan wrócił na wojnę w Afryce Południowej.
Po demobilizacji zajął się dziennikarstwem, redagując partyjny magazyn ALP Weekly Herald. W 1905 został ponownie wybrany do parlamentu Australii Południowej, od 1901 będącej jednym ze stanów nowo powstałego Związku Australijskiego. W 1908 przeniósł się do parlamentu federalnego, obradującego wówczas w Melbourne. W październiku 1911 został mianowany ministrem bez teki (wówczas ministrów takich określano w Australii ministrami honorowymi) w gabinecie premiera Andrew Fishera. W praktyce jego głównym zadaniem było reprezentowanie ministra obrony George'a Pearce'a w parlamencie, a także tymczasowe kierowanie resortem obrony w czasie wyjazdu zagranicznego ministra.
2 grudnia 1913, wkrótce po zakończeniu burzliwej debaty w Izbie z jego udziałem, upadł i bardzo szybko zmarł. Za przyczynę zgonu uznano chorobę serca, na którą cierpiał przez wiele lat. Miał 45 lat, pozostawił żonę i czworo dzieci. Został pochowany z honorami państwowymi na cmentarzu West Terrace w Adelaide, pogrzeb zgromadził 6 tysięcy osób.